# Jjim
Jjim es un término de la cocina coreana alusivo a los platos que se elaboran cociendo o preparando al vapor carne, pollo, pescado o marisco marinado en una salsa o sopa. La técnica culinaria se refería originalmente a los platos preparados en un siru (시루, vaporera de barro usada principalmente para elaborar tteok) al vapor. Sin embargo, como los útiles de cocina se han diversificado y simplificado, el método de hacer jjim cambió a cocer en una pequeña cantidad de caldo, si bien el nombre se conservó.
Cuando se prepara un jjim, los ingredientes principales se marinan en una salsa, y se añade una pequeña cantidad de agua antes de cocerse. El ingrediente principal es una carne, como galbi, pierna o cadera de ternera, pollo, pescado o marisco, mientras las verduras, champiñones o setas se suelen considerar secundarios.

## Tipos
- Galbijjim (갈비찜), hecho con galbi (costilla corta de ternera) acompañado con patata en dados y zanahoria en ganjang (salsa de soja coreana).
- Gyeranjjim (계란찜), con huevos.
- Saengseon jjim (생선찜), con pescado:
  - Agujjim (아구찜), hecho de pez anguila, ascidia plisada, kongnamul (brotes de soja) y minari (미나리, collalba). Es una especialidad local de Masan, Gyeongsang del Sur.
  - Domijjim (도미찜), de besugo.
  - Eundaegujjim (은대구찜), de besugo.
- Jeonbokjjim (전복찜), de abulón marinado en una mezcla de ganjang  y cheongju (vino de arroz).
- Dubujjim (두부찜), de tofu.
- Tteokbokki (떡볶이), de tteok.